# Bogdan Pałosz
Bogdan Pałosz (ur. 3 listopada 1947 w Warszawie) – profesor fizyki, ekspert w dziedzinie analizy strukturalnej i właściwości nanomateriałów.

## Życiorys
Ukończył studia na Wydziale Chemii Uniwersytetu Warszawskiego w 1970 roku. Doktorat z fizyki obronił w 1977 roku na Wydziale Fizyki Politechniki Warszawskiej. Stopień doktora habilitowanego uzyskał w 1983 roku w Instytucie Fizyki Polskiej Akademii Nauk. W 2001 roku odebrał nominację profesorską w dziedzinie nauk fizycznych. W 2004 roku uzyskał tytuł doktora honoris causa Instytutu Materiałów Supertwardych Ukraińskiej Akademii Nauk.
W latach 1970-1986 pracował na Politechnice Warszawskiej. Następnie w 1988 roku rozpoczął pracę w Instytucie Wysokich Ciśnień Polskiej Akademii Nauk, gdzie zatrudniony jest obecnie na stanowisku profesora. W latach 1991–1992 pracował w Instytucie Technologii Materiałów Elektronicznych. W latach 1992–2023 pełnił funkcję zastępcy dyrektora Instytutu Wysokich Ciśnień Polskiej Akademii Nauk.

## Działalność badawcza i praca naukowa
Autor ponad 250 prac naukowych z dziedziny dyfrakcji rentgenowskiej nanomateriałów a także zastosowania metod symulacji komputerowych do modelowania struktury atomowej nanokryształów. Publikował m.in. w Zeitschrift für Kristallographie, physica status solidi (a), Journal of Physics C: Solid State Physics i innych czasopismach z dziedziny krystalografii i fizyki. Promotor dwóch prac doktorskich. 

## Stypendia i Nagrody
- 1985-1986 Stypendium Naukowe im. Aleksandra von Humboldta na Uniwersytecie w Hannowerze w Niemczech i na Uniwersytecie Cambridge w Wielkiej Brytanii,
- 1986 Stypendium Royal Society of London Fellowship na Uniwersytecie Cambridge,
- 1987 Stypendium Naukowe im. Aleksandra von Humboldta na Uniwersytecie w Monachium,
- 1991 Stypendium DAAD, Instytut Krystalografii na Uniwersytecie w Monachium,
- 1990 Nagroda Japan Industrial Technology Association, visiting professor na Uniwersytecie w Osace.

## Role pełnione w społeczności naukowej
- 1985 Inicjator i współorganizator z INTiBS PAN II Międzynarodowej Konferencji Struktur Politypowych i Modulowanych we Wrocławiu
- 1990 i 1992 Współorganizator dwóch Szkół Rietvelda (organizowane pod auspicjami Komisji Powder Diffraction Unii Krystalograficznej) w Cieszynie
- Członek Societas Humboldtiana Polonorum - Stowarzyszenia Polskich Stypendystów Fundacji im. Aleksandra von Humboldta,
- 1991-2015 Członek Komitetu konferencji European Powder Diffraction Conference (EPIDC),
- 1990-2005 Członek Komitetu Doradczego (ang. Advisory Committee) Międzynarodowego Centrum Absolwentów (International Center for Graduate Studies) Uniwersytetu w Hamburgu,
- od 1997 Redaktor współpracownik (ang. associate editor), czasopisma Zeitschrift für Kristallographie(inne języki),
- 2008 wykładowca Green Honor Chair Lecture na Wydziale Fizyki i Astronomii, Texas Christian University
- od 2005 Członek TESLA Technology Collaboration Board w DASY w Hamburgu,
- 2007-2015 Członek Komitetu Sterującego Europejskiego Źródła Spalacyjnego (ang. European Spallation Source), Lund, Szwecja,
- 2008 Organizator międzynarodowej konferencji European Powder Diffraction Conference (EPDIC-11), Warsaw, September 2008

## Mecenat sztuki
- od 1996 vice prezes i fundator Fundacji Na Rzecz Promocji Młodych Wiolonczelistów,
- od 1997 dyrektor Międzynarodowego Konkursu Wiolonczelowego im. Witolda Lutosławskiego
- od 2004 Członek Komisji Muzyki przy prezydencie Warszawy

## Odznaczenia
- 2007 - Złoty Krzyż zasługi[5]
- 2009 - Srebrny Medal Zasłużony Kulturze Gloria Artis
- 2012 - Medal Towarzystwa im. Witolda Lutosławskiego

## Linki Zewnętrzne
- Strona Towarzystwa im. W. Lutosławskiego
- Strona Instytutu Wysokich Ciśnień PAN